# NGC 1309
NGC 1309 é uma galáxia espiral localizada a cerca de cem milhões de anos-luz de distância na direção da constelação de Erídano. Possui uma magnitude aparente de 11,5, uma declinação de -15º 24' 02" e uma ascensão reta de 3 horas, 22 minutos e 6,5 segundos.